# 丸山盛慶
丸山 盛慶（まるやま もりよし）は、戦国時代から安土桃山時代にかけての武将。信濃国筑摩郡日岐城主。

## 概要
藤原姓丸山氏は信濃筑摩郡日岐丸山（現・長野県生坂村）の在地領主であったが、同国安曇郡の有力国衆である仁科盛慶が入婿し、仁科氏の同族被官となった。
盛慶は初め信濃守護・小笠原氏に属していたが、甲斐武田氏が信濃に侵攻すると武田氏（仁科盛信）に仕えるようになった。天正10年（1582年）、甲州征伐で武田・仁科両氏が滅亡すると、天正壬午の乱では当初上杉景勝に仕え、徳川家康の支援を受けた小笠原貞慶と戦うが後に降伏し、のち帰農した。
江戸時代には安曇郡の各地で庄屋などの村役人を世襲する家系となった。